# Коллар, Поль
Поль Колла́р (нидерл. Paul Collaer; 8 июня 1891, Бом, Бельгия — 12 декабря 1989, Босворде, Бельгия) — бельгийский музыковед, дирижёр, пианист и химик.

## Биография
Родился в музыкальной семье. Учился в консерватории города Мехелен (фортепиано). В 1909—1914 годах изучал физику в Свободном университете Брюсселя. Доктор естественных наук. В 1937—1953 годах директор и дирижёр оркестра Бельгийского радио. Крупный специалист по проблемам современной музыки.

## Сочинения
- Stravinski (Bruxelles, 1930)
- Signification de la musique (Bruxelles, 1944)
- Darius Milhaud (Antwerpn/Paris, 1947)
- La Musique moderne (Paris/Bruxelles, 1955 & 1963)
- Orientaciones actuales de la musica (Buenos Aires, 1961)
- A history of modern music (New York, 1961)
- Il Gruppo dei « Sei », in L'Approdo Musical 19-20, Éd. RAI (Rome, 1965)
- Ozeanien, in Musikgeschichte in Bildern Band I/1 (Leipzig, 1965)
- Amerika, in Musikgeschichte in Bildern Band I/2 (Leipzig, 1965)
- La musique populaire traditionnelle en Belgique (Bruxelles, 1974)
- Südostasien, in Musikgeschichte in Bildern Band I/3 (Leipzig, 1979)
- Darius Milhaud (Genève, 1982)
- Nordafrika (avec Jürgen Elsner), in Musikgeschichte in Bildern Band I/8 (Leipzig, 1979)

## Награды
- 1985 — премия ЮНЕСКО
- 1985 — премия Международного музыкального совета